# ハスル
ハスル（朝: 하슬、英: Haseul、1997年8月18日 - ）は韓国の女性歌手。韓国のガールズグループ「ARTMS」のメンバーで、「今月の少女」及び同グループ内のユニット「今月の少女 1/3」の元メンバー。MODHAUS所属。本名はチョ・ハスル (朝: 조하슬、漢: 曺하슬)。

## 来歴

### 1997年-2016年: 生い立ち
1997年8月18日、全羅南道・順天市に生まれ、筏橋村で育つ。小学校の頃韓国アカデミー少年少女合唱団に入団し、更に声楽の勉強を始める。また、学生時代にシドニーへ1ヶ月間留学した。
2013年、アメリカ・コロラド州に「ジェーン・チョ」名義で留学。その為高校を一年遅れで卒業。大学入学願書を準備している頃に事務所からキャスティングを受ける。

### 2016年-2023年: 今月の少女のメンバーとして
2016年12月8日に『今月の少女』の三番目のメンバーとして公開され、12月15日に「Haseul」でソロデビュー。
2017年3月13日、『今月の少女 1/3』のメンバーとしてユニットデビュー。
10月、MIXNINEのオーディションを受けるものの不合格判定を受ける。共に参加したヒジンとヒョンジンのみが合格をした。
2018年8月20日、『今月の少女』のメンバーとしてデビュー。
2020年1月8日、心理不安により活動を休止。従って所属グループ『今月の少女』の2ndミニアルバムと3rdミニアルバムの活動には不参加となった。
2021年6月2日、ミニアルバム『&』の発売と併せて活動再開が発表された。
2022年2月28日、他のメンバーらと共に新型コロナウイルスに感染。それに伴い、今月の少女として出演する予定であったQUEENDOM 2の一次競演の収録に参加せず、棄権することとなった。

### 2023年-:ARTMSのメンバーとして
2023年6月16日、元所属事務所との専属契約効力停止仮処分申請で勝訴判決が下され、Blockberry Creativeとの専属契約を終了。
6月21日、MODHAUSと専属契約を締結しARTMSプロジェクトに合流。
10月26日、自身初のソロコンサート「Music Studio 81.8Hz」を開催予定。最終日10月29日までの各日程でゲストとしてARTMSのメンバーも参加する。

## 人物
身長は159cm、血液型はO型。象徴物は緑、白い鳥、アイスランド、木蓮。犬を飼っており、名前はラテ。
韓国のプロ野球チーム「KIAタイガーズ」のファンであり、2017年には公式SNSを通じて優勝祝賀コメントを投稿し、2022年にはKIAタイガーズの始球式に出場した。
メンバーのヒョンジンが財布をプレゼントする前までは、ダイソーで買った3000ウォン（約300円）の財布を一年間使っていた。

## 作品

### 単独作品
| リリース年     | アルバム名    | 収録曲                                 |
| -------------- | ------------- | -------------------------------------- |
| 2016年12月15日 | Haseul        | 1. The Carol 2. 소년, 소녀 (Let Me In) |
| 2023年10月26日 | Plastic Candy | 1. Plastic Candy                       |

### 参加作品
| リリース年 | 収録アルバム                              | 参加楽曲            | 備考                                |
| ---------- | ----------------------------------------- | ------------------- | ----------------------------------- |
| 2017年     | Yeojin                                    | My Melody           |                                     |
| 2017年     | ViVi                                      | Everyday I Love You |                                     |
| 2017年     | Love & Live                               | 全曲                | - 所属ユニットである1/3名義での参加 |
| 2017年     | Love & Evil                               | 全曲                | - 所属ユニットである1/3名義での参加 |
| 2022年     | Queendom 2 ポジション ユニット対決 pt.1-1 | 나비소녀            |                                     |

## ソロシングル
Haseul (ハスル)は、今月の少女プロジェクトでヒョンジンの次に発表された三番目の少女であるハスルのソロシングル。2016年12月15日にBlockBerry Creativeからリリースされ、Danalエンターテインメントから発売された。
アルバムの形態は二種のソロバージョンとヒジンとヒョンジンと共に写っているバージョンの計三種類が展開されている。

### 収録曲
1. The Carol
作詞：G-High, チェ・ヨンギョン (MonoTree)
作曲：G-High, チェ・ヨンギョン (MonoTree), パク・アセル
編曲：G-High, パク・アセル
2. 소년, 소녀 (Let Me In)
作詞作曲：OREO
編曲：ウン キム (OREO)

### 楽曲解説
The Carol
クリスマスをテーマにした今月の少女初のシーズンソングで、一番目に公開されたヒジンと、二番目に公開されたヒョンジンが参加した楽曲。ミュージック・ビデオはロンドンで撮影された。
소년, 소녀 (Let Me In)
タイトル曲。物静かなウィンターバラードで始まり、吹雪の様な荘厳なストリングが特徴的である。ミュージック・ビデオは全編アイスランドで撮影され、壮大な音楽のスケールを映像美で表現している。

## 公演

### ソロコンサート
| 年     | 開催日            | 公演名              | 会場     | 会場                         |
| 年     | 開催日            | 公演名              | 地域     | 場所                         |
| ------ | ----------------- | ------------------- | -------- | ---------------------------- |
| 2023年 | 10月26日-10月29日 | Music Studio 81.8Hz | 大韓民国 | 新韓pLayスクエアライブホール |